# Adam Shankman
Adam Michael Shankman (Los Ángeles California, Estados Unidos, 27 de noviembre de 1964) es un coreógrafo, director, bailarín y productor estadounidense. Es jurado del concurso de la televisión estadounidense So You Think You Can Dance desde la tercera temporada. Empezó su carrera profesional en el teatro y ha sido bailarín en los vídeos musicales de cantantes como Paula Abdul o Janet Jackson. Ha dirigido películas como Un canguro superduro, Un paseo para recordar o Hairspray.

## Vida privada
Adam Shankman nació en Los Ángeles (California) en el seno de una familia de clase media-alta. Él mismo dijo en una ocasión que tenía la "educación judía tradicional" en la localidad de Brentwood. Estudió en la Juilliard School, pero se retiró para bailar en el teatro.
Shankman es abiertamente homosexual. Ofició la boda de Freddie Prinze, Jr. y Sarah Michelle Gellar, buen amigo de esta última desde que la coreografiara en la serie de televisión Buffy cazavampiros, por recomendación de esta al creador de la serie, Joss Whedon.
En 2010 se publicó un polémico video de él y la cantante Miley Cyrus bailando el "Lap-dance"

## Carrera
Shankman empezó coreografiando películas protagonizadas por actores como Sarah Jessica Parker, Antonio Banderas o Marlon Brando. Es el coreógrafo personal del actor Brendan Fraser. 
Su primer trabajo como director fue un cortometraje llamado Cosmo's Tale (1998), que fue presentado en el Festival de Cine de Sundance. Además ayudó a su hermana, Jennifer Gibot, con el guion de Planes de boda (2001), que le llevó a una reunión con el estudio productor de la película, que finalmente dirigiría.
Más tarde dirigiría el musical Hairspray (2007), protagonizado por John Travolta, Michelle Pfeiffer o Zac Efron, entre otros. En dicha película realiza un cameo, interpretando a un cazatalentos en el último número musical.
En 2008 dirigió la comedia Más allá de los sueños protagonizada por Adam Sandler y que es la película más taquillera de su carrera como director, recaudando 212 millones de dólares en todo el mundo.
Shankman, además, es coreógrafo y jurado del concurso de la televisión estadounidense So You Think You Can Dance. El 16 de septiembre de 2009 se hizo público que Shankman formaría parte del jurado permanentemente, hasta que éste dejase de emitirse.
En 2009 preparó la coreografía, participando como coreógrafo y productor, que será vista en los Óscar 2009.
En su filmografía como productor destacan películas como Doce fuera de casa (2005) con Steve Martin; Step Up (2006), Premonition (2007), con Sandra Bullock o 17 otra vez (2009), con Zac Efron.

## Filmografía como director
- Filmografía destacada.

| Año  | Película               |
| ---- | ---------------------- |
| 2001 | The Wedding Planner    |
| 2002 | A Walk to Remember     |
| 2005 | The Pacifier           |
| 2005 | Cheaper By the Dozen 2 |
| 2007 | Hairspray              |
| 2008 | Bedtime Stories        |
| 2010 | La última canción      |
| 2012 | La era del rock        |
| 2019 | What Men Want          |

## Filmografía como productor
- Filmografía destacada.

| Año  | Película               |
| ---- | ---------------------- |
| 2005 | Cheaper By the Dozen 2 |
| 2005 | The Pacifier           |
| 2006 | Step Up                |
| 2007 | Premonition            |
| 2007 | Hairspray              |
| 2008 | Step Up 2: The Streets |
| 2009 | 17 otra vez            |
| 2010 | Step Up 3D             |
| 2010 | Going the Distance'    |
| 2012 | Step Up Revolution     |
| 2014 | Step Up: All In        |